# José Edvar Simões
José Edvar Simões, (nacido el 23 de abril de 1943 en São José dos Campos, Brasil ) fue un jugador y entrenador de baloncesto brasileño.